# دومينيك دوليشال
دومينيك دوليشال (بالألمانية: Dominik Doleschal)‏ (9 مايو 1989 في النمسا - ) هو لاعب كرة قدم نمساوي في مركز الوسط. لعب مع نادي ماترسبرغ.

## وصلات خارجية
- دومينيك دوليشال على موقع قاعدة بيانات كرة القدم.إي يو (الإنجليزية)
- دومينيك دوليشال على موقع Soccerway.com (الإنجليزية)
- دومينيك دوليشال على موقع عالم كرة القدم.نت (الإنجليزية)